# Millana
Millana es un municipio y localidad española de la provincia de Guadalajara, en la comunidad autónoma de Castilla-La Mancha. El término municipal, situado en el valle del río Guadiela, dentro de la llamada Hoya del Infantado, tiene una población de 124 habitantes (INE 2024). En el lugar existió una villa romana.

## Geografía

### Localizaciones cercanas
Localizaciones en un radio de 10 km:
- Salmeroncillos de Arriba 3.3727 km.
- Salmeroncillos 4.2275 km.
- Salmeroncillos de Abajo	4.2275 km.
- Fuente Fría 4.6557 km.
- Alcocer 4.6566 km.
- Escamilla 5.5595 km.
- Río Garigay 5.5595 km.
- Arroyo Caz de Valdemedina 5.6213 km.
- Monte Llano 5.9341 km.
- Monte de los Cabezos 6.2335 km.
- Casasana 6.7448 km.
- Córcoles 7.2862 km.
- Torronteras 7.5453 km.
- Salmerón 7.9155 km.
- Arroyo de la Solana 8.9729 km.
- Pareja 8.9729 km.
- Villar del Infantado 8.9771 km.
- Tabladillo 9.2297 km.
- Hontanillas 9.6844 km.

## Historia
El nombre del pueblo es claramente latino, y en su término se han encontrado restos arqueológicos de la época romana consistentes en un poblado con su necrópolis, así como trozos de mosaicos y cerámica. Si por este enclave pasaba algún antiguo camino romano, luego en la Edad Media el pueblo volvió a cobrar vida, aunque nunca la tuvo demasiado importante.
Su historia es común a todos los demás pueblos que forman la Hoya del Infantado, especialmente Alcocer y Salmerón, entre los que se encuentra.
Tras la Reconquista perteneció al Común de Villa y Tierra de Huete. Pasó luego al señorío de Mayor Guillén, por donación del rey Alfonso X el Sabio, también poseedora del señorío de Cifuentes, allá por 1253.
Más tarde pertenecería al señorío de Villena, con Don Juan Manuel. Fue también de María de Albornoz y de su marido Enrique de Villena el Nigromántico, y acabó por pasar, en el siglo XV, al poder de la casa de Mendoza, que recibió su más importante título, el de duques del Infantado, de esta tierra alcarreña. En esta noble casa permaneció ya hasta el siglo XIX].
A mediados del siglo XIX, el lugar contaba con una población censada de 456 habitantes. La localidad aparece descrita en el undécimo volumen del Diccionario geográfico-estadístico-histórico de España y sus posesiones de Ultramar de Pascual Madoz de la siguiente manera:

MILLANA: v. con ayunt. en la prov. de Guadalajara (9 leg.), part. jud. de Sacedon (2), aud. terr. de Madrid (20), c. g. de Madrid, dióc. de Cuenca (10). sit. al N. de una pequeña colina, dominada por las montañas que circundan la Hoya llamada del Infantado, la combaten principalmente los vientos del N. y S.; su clima sin embargo, es templado, y las enfermedades mas comunes, irritaciones gástricas: tiene 100 casas; la consistorial: escuela de instruccion primaria, frecuentada por 30 alumnos, á cargo de un maestro dotado con 1,100 rs.; una igl. parr. (Sto. Domingo de Silos) servida por un cura y un sacristan. térm. confina N. Escamilla; E. Alcocer; S. el r. Guadiel que sirve de línea divisoria con la prov. de Cuenca, 0. Casasana; dentro de esta circunferencia, se encuentran varios manantiales de buenas aguas, una ermita (San Sebastian) y el desp. de Matalatienda en el que hay otra ermita que llaman de la Fuen Santa, y fué parr. de dicho desp. con el título de San Juan de Letrán: el terreno participa de quebrado y valles: el primero estéril y de mala calidad, y el segundo de regular clase; pasa como queda indicado, el r. Guadiel por el límite S. del térm.; hay al E. de la pobl., un monte poblado de encina y roble. caminos: los que dirigen a los pueblos limítrofes, se hallan en bastante buen estado: correo se recibe y despacha en la estafeta de Alcocer, por un balijero. prod.: trigo, centeno, cebada, avena, aceite, judías, patatas, cáñamo, miel, algunas frutas, poco vino y de mala calidad, leñas de combustible y yerbas de pasto con las que se mantiene ganado lanar y vacuno necesario para la agricultura; no falta caza de perdices, conejos, liebres y algunos corzos. ind. la agrícola; dos molinos harineros y otros aceiteros: comercio, esportacion del sobrante de frutos, é importacion de los art. de consumo que faltan. pobl. 114 vec, 456 alm. cap. prod.: 1.284,300 rs. imp. 151,275. contr. 10,251. presupuesto municipal 9,896, se cubre con los fondo de propios y arbitrios y reparto vecinal.
(Madoz, 1848, pp. 418-419)

Actualmente el pueblo es tranquilo y pequeño. La actividad ha ido decayendo, aunque el pueblo aún es habitado durante el año por ciento y pico lugareños. Aun así, en la temporada veraniega, y durante todo el año, en periodos vacacionales el pueblo aumenta su población y actividad exponencialmente. En los últimos años se han visto escasas reformas por parte del Ayuntamiento, insuficientes, suscitando las quejas por parte de la población no censada.

## Demografía
Millana cuenta con una población de 124 habitantes (INE 2024).
| Gráfica de evolución demográfica de Millana entre 1842 y 2021                                                       |
| |
| Población de derecho según los censos de población del INE Población de hecho según los censos de población del INE |

| Nacionalidad | Hombres | Mujeres | Total | %      | Proporción |
| ------------ | ------- | ------- | ----- | ------ | ---------- |
| Española     | 38      | 27      | 65    | 59.0 % |            |
| Extranjera   | 28      | 17      | 45    | 40.9 % |            |

Migración
| País      | Hombres | Mujeres | Total | %      | Proporción |
| --------- | ------- | ------- | ----- | ------ | ---------- |
| Marruecos | 20      | 12      | 32    | 71.1 % |            |
| Rumania   | 7       | 2       | 9     | 20.0 % |            |
| Bulgaria  | 1       | 2       | 3     | 6.7 %  |            |
| Paraguay  | 0       | 1       | 1     | 2.2 %  |            |

## Patrimonio

### Iglesia de Santo Domingo de Silos

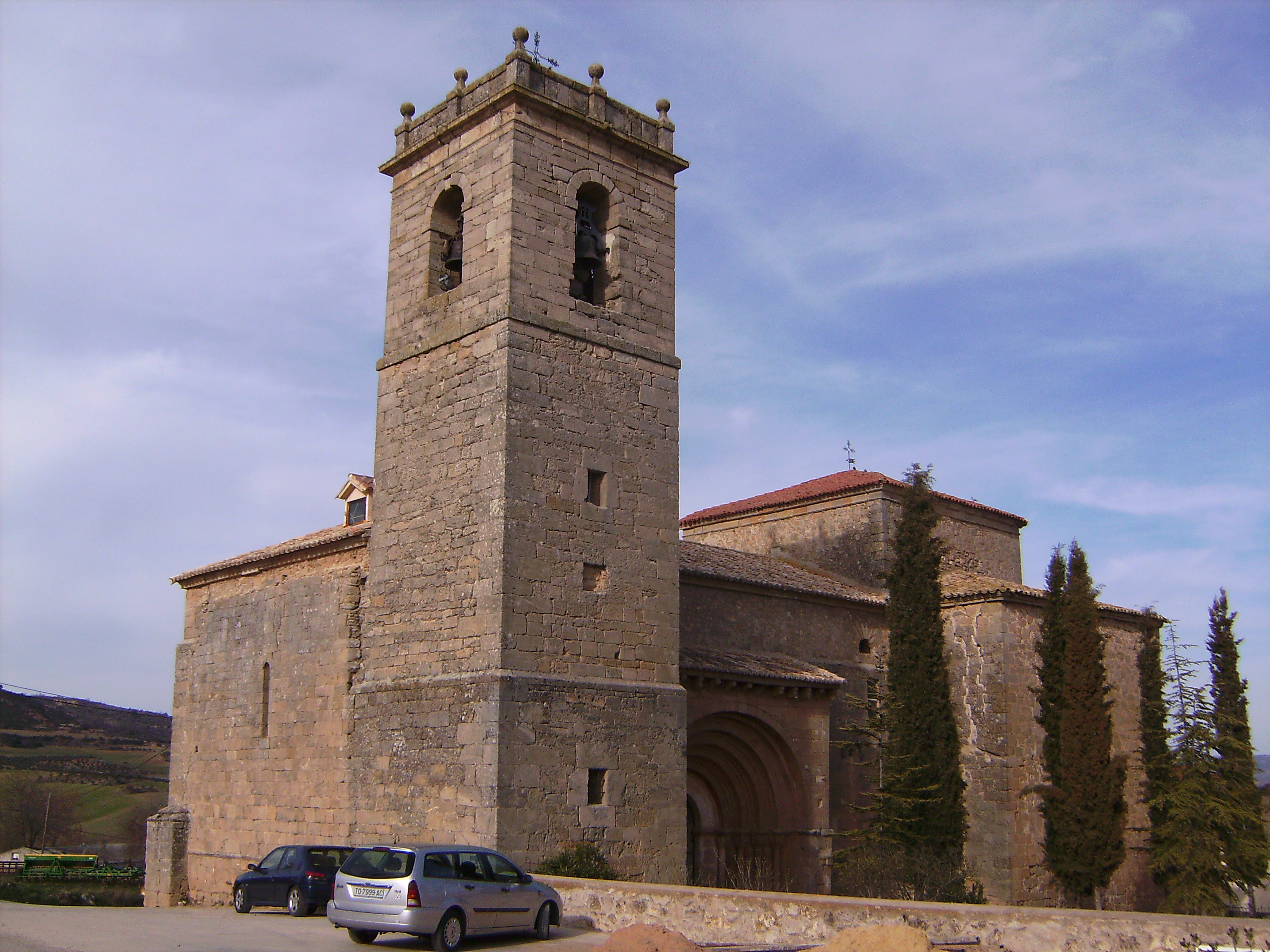
Iglesia de Santo Domingo de Silos.

Iglesia del siglo XIII y reformada en el XVI. El patrimonio más importante de la villa de Millana. Gran parte del templo fue ampliado en el siglo XVI, pero sus muros de fuerte sillar, con muchas marcas de cantería, y, sobre todo, su puerta románica majestuosa, obra todo de los comienzos del siglo XIII pertenecieron a la misma señora, doña Mayor Guillén, y quizás ella misma se encargó de hacer venir a los artistas, de origen o influencias francesas, que construyeran este templo o tallaran su puerta.
Se aloja ésta en un saledizo cuerpo de sillares bien tallados. Se cubre este cuerpo con un tejaroz sostenido por magnífica serie de canecillos y metopas con decoración de monstruos y rosetas. El ingreso se constituye por serie de cinco arquivoltas baquetonadas, con un arco liso que hace de cancel, y que se apoya en lisas jambas laterales que escoltan el ingreso, mientras que las arquivoltas lo hacen en una serie de cuatro columnillas adosadas a cada lado, con basa moldurada y sobre corrido plinto.
Estas columnas se rematan en sendos capiteles que ofrecen una bella e interesante decoración, con iconografía tomada del bestiario medieval, utilizando modelos del románico europeo o castellano, con parejas de harpías, grifos, perros y otros seres imaginarios enfrentados o en lucha, sin duda, una de las colecciones escultóricas más llamativas de la provincia.
La iglesia parroquial se utiliza hoy en día por la población cristiana del pueblo. Durante Semana Santa y en las fiestas de La Virgen de la Fuensanta parten desde ella en procesión varias imágenes: de Cristo y de la Virgen de la localidad.

### Ermita de la Virgen de la Fuensanta
Esta ermita se encuentra a unos 3 km al oeste del pueblo, en un alto desde el que se divisan magníficos panoramas de toda la Hoya del Infantado. En su interior se encuentra la imagen románica de esta Virgen. La tradición dice que en este lugar había un pozo, y en una ocasión en que los pastores de la zona iban a sacar agua para dar de beber a sus rebaños, vieron sorprendidos que el nivel de las aguas ascendía hasta que al llegar al brocal se detuvieron, llevando en su superficie esta imagen mariana, desde entonces muy venerada. 
También hay otros rumores y versiones de esta aparición mariana, donde finalmente, se dice que la visión de la imagen fue una confusión de los testigos, y se cuenta que en realidad eran unas albardas (sacas que se equipaban a los burros para transportar elementos) y por ello uno de los gentilicios que reciben los procedentes del pueblo es albarderos, actualmente sólo conocido por habitantes de la zona.
Actualmente, durante la festividad de la Virgen de la Fuensanta del 29 de agosto, es costumbre entre los lugareños acudir a la misa celebrada en la ermita y pasar el día en el paraje del alto.

### Casona de los Astudillo
Por el pueblo se ven algunos ejemplares interesantes de arquitectura popular alcarreña, en varias casas hay tallados en piedra escudos de armas en los portones (enlace roto disponible en Internet Archive; véase el historial, la primera versión y la última)., además de encontrarnos con caserones típicamente alcarreños (enlace roto disponible en Internet Archive; véase el historial, la primera versión y la última)..
Destaca una casona nobiliaria que muestra sobre la puerta un enorme escudo de armas tallado en piedra, con el apellido Astudillo y la fecha 1700, en un conjunto de exuberante barroquismo.
Lamentablemente, la casona se encuentra en pésimo estado de conservación, ya que el ayuntamiento no se decide a proteger el interesante pero deteriorado patrimonio del pueblo. 

### Ermita de San Sebastián
Esta pequeña ermita se encuentra a la entrada del pueblo, viniendo desde Alcocer. En ella se celebra una de las fiestas del pueblo, la de San Sebastián, el 20 de enero. Son unas fiestas menores pero durante la noche del 20 enero se colocan hogueras por el camino a la ermita y se camina en procesión a ella.

### Necrópolis romana
Subiendo hacia la ermita de la Virgen de la Fuensanta, en una de las laderas que se encuentra a unos 2 km al oeste del pueblo se encuentran los restos de un poblado romano y su necrópolis, donde se han encontrado sus restos arqueológicos así como trozos de mosaicos y cerámica. Actualmente el asentamiento es poco conocido y ha sido poco excavado, pero se pueden observar las bases de habitáculos de esta antiquísima villa romana.

## Sociedad
Actualmente los lugareños censados del pueblo viven de la agricultura y la ganadería. Es común ver rebaños de ovejas y extensas zonas de cultivo (generalmente de secano) por la zona.
Como ha ocurrido en la gran mayoría de los poblados españoles, en los últimos cuarenta o cincuenta años mucha de su población ha emigrado hacia la gran ciudad.
Repasemos ahora las festividades de la localidad:

### Virgen de la Fuensanta, el 29 de agosto
La festividad más importante del año en la villa de Millana. Durante esta fiesta el pueblo aumenta su población hasta su máximo exponente.
Como ya comentamos en los detalles de la ermita de la Virgen de la Fuensanta, es costumbre entre los lugareños acudir a la misa celebrada en la ermita y pasar el día en el paraje del alto y visitar la efigie de la Virgen de la Fuensanta que se guarda en dicha ermita.
En el fin de semana más próximo a este día 29 de agosto, el pueblo disfruta de sus fiestas con actuaciones musicales durante tres o cuatro noches, corrida de toros, encierros y muchas más actividades interesantes.
Es una época especialmente indicada para los jóvenes del pueblo, que llenan la localidad durante estas fechas.

### San Sebastián, el 20 de enero
Festividad menor que la anterior, pero también celebrada por los habitantes. La noche del día 20 de enero, caminan en procesión hacia la ermita de San Sebastián.
En el camino hasta dicha ermita se hacen fuegos y en algunas ocasiones también hay actuación musical esa noche.

## Recursos medioambientales
El término de Millana es una zona puramente alcarreña, por lo que encontramos fauna y flora típica de esta zona. Los animales más comunes son el conejo, el jabalí y la perdiz.
En cuanto a la flora, los árboles que podremos encontrar en la zona son, sobre todo, roble, encina y chaparro.
Cabe destacar un pequeño bosquecillo a un par de kilómetros del pueblo en dirección sur, conocido en la zona como el Rebollar, compuesto por encinas bajas y rebollos donde puede encontrarse abundante fauna.